# EZEN
EZEN은 대한민국의 록 밴드이다. 015B의 장호일이 주축이 되어 결성한 록 밴드이다. 결성 당시 '이젠 밴드나 해볼까?'라는 이야기에 밴드명이 'EZEN'으로 결정되었다고 하며, 2014년 데뷔 이후 2장의 EP와 5개의 싱글을 발표했다.

## 역사
2014년 3월 데뷔 EP 'ANGEL' 발표
2015년 10월 2nd EP '별' 발표
2016년 3월 싱글 '너로 정했어' 발표
2016년 6월 싱글 '가라비러브' 발표
2017년 1월 싱글 'MAZE' 발표
2017년 8월 싱글 'FALLING DOWN' 발표
2018년 3월 싱글 '되는대로 사는 게 어때' 발표

## 구성원
장호일
생년월일 : 1965년 9월 10일
포지션 : 기타
HEX
생년월일 : 1982년 2월 27일
포지션 : 보컬
홍성호
생년월일 : 1984년 6월 15일
포지션 : 드럼
김현지
생년월일 : 1989년 4월 27일
포지션 : 베이스

## 음반 목록
EP
- 1st EP (2014년 3월 20일)
- 별 (2015년 10월 6일)

싱글
- 너로 정했어 (2016년 3월 3일)
- 가라비 러브 (2016년 6월 30일)
- MAZE (2017년 1월 20일)
- Falling Down (2017년 8월 31일)
- 되는대로 사는 게 어때 (2018년 3월 9일)

## 같이 보기
- EZEN의 음반 목록